# Eriostethus perkinsi
Eriostethus perkinsi är en stekelart som först beskrevs av Baltazar 1964.  Eriostethus perkinsi ingår i släktet Eriostethus och familjen brokparasitsteklar. Inga underarter finns listade i Catalogue of Life.